# Július Šuman
Július Šuman (* 17. května 1951) je bývalý slovenský příslušník Státní bezpečnosti (StB).

## Životopis
Narodil se v roce 1951, vystudoval vysokou školu ekonomickou. Ve svých 25 letech nastoupil do Sboru národní bezpečnosti (SNB, tehdejší policie). Ekonomické vzdělání a dobrá znalost německého jazyka se staly vhodným předpokladem pro práci v ekonomické kontrarozvědce, konkrétně v bratislavské sekci Státní bezpečnosti zaměřené na podniky zahraničního obchodu (PZO), které měly monopol na obchodní styk s cizinou v jednotlivých oborech. Tam Šuman začínal v hodnosti podporučíka. Ještě před dosažením věku 30 let vstoupil do komunistické strany a absolvoval důstojnickou školu SNB. Stal se také členem Svazu československo-sovětského přátelství, studoval pak i na Večerní univerzitě marxismu-leninismu (VUML). Do sametové revoluce v roce 1989 dosáhl hodnosti majora a funkce staršího referenta specialisty. Do jeho sítě agentů v té době patřilo sedm tajných spolupracovníků. K datu 31. prosince 1989 odešel z StB jako „záloha pro přechodně nezařazené“. Bydlel u Pezinku na západním Slovensku.
V roce 2014 Šuman svědčil ve prospěch Andreje Babiše v jeho sporu s Ústavem paměti národa, když popřel svou účast na schůzce 12. listopadu 1982 v bratislavské vinárně U obuvníka, kde údajně mělo dojít k podpisu Babišovy spolupráce s StB.
Šumanovo jméno následně v roce 2017 zvolila za označení svého účtu na Twitteru anonymní skupina, která uveřejňovala audiozáznamy a dokumenty namířené proti Babišovi a související s jeho kauzami.